# Zalamea la Real
Zalamea la Real é um município da Espanha na província de Huelva, comunidade autónoma da Andaluzia, de área 240 km² com população de 3477 habitantes (2007) e densidade populacional de 14,71 hab/km².

## Demografia
| Variação demográfica do município entre 1991 e 2004 | Variação demográfica do município entre 1991 e 2004 | Variação demográfica do município entre 1991 e 2004 | Variação demográfica do município entre 1991 e 2004 |
| --------------------------------------------------- | --------------------------------------------------- | --------------------------------------------------- | --------------------------------------------------- |
| 1991                                                | 1996                                                | 2001                                                | 2004                                                |
| 3768                                                | 3545                                                | 3598                                                | 3523                                                |